# Несогласие
Несогласие (фр. mésentente) — основное понятие в политической философии Жака Рансьера:156. Данный концепт противостоит традиционным обоснованиям (социологическим и институционально-политическим) современных теорий справедливости. Концепт есть альтернатива как концепциям согласия (Хабермас), так и лиотаровской «распре»:156. Понятие было развернуто в одноимённой работе (1995).
Несогласие, по Рансьеру, есть постоянный конфликт между людьми, связанный с фундаментальной особенностью человеческой природы — расщепления самого логоса, противоречия между логикой и речью. Данное противоречие присуще человеку и неустранимо.
Несогласие прежде всего проявляется в речевой ситуации и является предпосылкой и причиной возникновения политического конфликта и самой политики:91. Рансьер соглашается с Хабермасом и Роулзом, что политика проявляется в форме аргументации, подтверждающей обоснованность притязаний на истинность, однако иначе трактует саму речевую ситуацию:156: для него настоящий вопрос политики связан с самим существованием «расщепленной» речевой ситуации. По сути, во время речевой ситуации происходит не обсуждение или спор по поводу неких объективных вещей, с которыми согласны обе стороны, а постоянно ставятся под вопрос сами правила ведения дискуссии. Можно сказать, что участники и понимают, и не понимают друг друга. Одна сторона навязывает другой и сами правила, и ценности, затронутые в обсуждении. В случае если вторая сторона не согласна с самим правилами ведения дискуссии и с самим предметом дискуссии, возникает политика.
Наиболее существенной свойством несогласия является то, что оно выражается в признании либо отрицании равенства всех человеческих существ:92.